# Distrikt Cochamarca
Der Distrikt Cochamarca liegt in der Provinz Oyón in der Region Lima im Westen von Peru. Der Distrikt wurde am 2. Januar 1857 gegründet. Er hat eine Fläche von 258 km². Beim Zensus 2017 lebten 1086 Einwohner im Distrikt. Im Jahr 1993 lag die Einwohnerzahl bei 1336, im Jahr 2007 bei 1490. Die Distriktverwaltung befindet sich in der 3452 m hoch gelegenen Ortschaft Cochamarca mit 378 Einwohnern (Stand 2017). Cochamarca liegt knapp 45 km westsüdwestlich der Provinzhauptstadt Oyón.

## Geographische Lage
Der Distrikt Cochamarca befindet sich in der peruanischen Westkordillere im Westen der Provinz Oyón. Der Distrikt liegt am rechten Flussufer des nach Südwesten strömenden Río Huaura. Dessen rechter Nebenfluss Río Yarucaya entwässert das Areal nach Süden. 
Der Distrikt Cochamarca grenzt im Westen und im Norden an den Distrikt Ámbar (Provinz Huaura), im Osten an den Distrikt Naván, im äußersten Südosten an den Distrikt Paccho (Provinz Huaura) sowie im Süden an den Distrikt Sayán (Provinz Huaura). 

## Ortschaften
Neben dem Hauptort Cochamarca gibt es folgende Ortschaften im Distrikt:
- Arara
- Choque
- Cochacalla
- Colcapampa de Mani
- Quilca
- San Juan de Yarucaya
- San Martin de Mani
- San Miguel de Bellavista